# Reserva nacional Illescas
La reserva nacional Illescas es un área protegida en el Perú. Se encuentra en los territorios de la provincia de Sechura en el departamento de Piura en el Perú. Fue creado el 16 de octubre de 2010, mediante Resolución Ministerial N.º 251-2010-MINAM. Tiene una extensión de 36 550.70 has.. El 24 de diciembre de 2021 fue categorizada como Reserva Nacional mediante el Decreto Supremo N° 038-2021-MINAM.
Illescas tiene una importancia significativa por ser una reserva natural de fauna marítima y avícola. Conserva varias formaciones vegetales que conforman hábitats especiales adaptados a las condiciones extremas de aridez y humedad características del desierto costero del Perú; es un importante lugar como refugio de especies silvestres endémicas, en situación de amenaza, especialmente de fauna ornitológica. Por tal motivo, en el 2010 gran parte de la península de Illescas quedó protegida por ley bajo la denominación de Zona reservada de Illescas, un paso previo al nombramiento de reserva nacional.